# Pietro Nenni
Pietro Nenni (n. 9 februarie 1891, Faenza, Emilia-Romagna, Italia – d. 1 ianuarie 1980, Roma, Italia) a fost un politician italian.